# Clupea harengus

Cardumen de arenques.

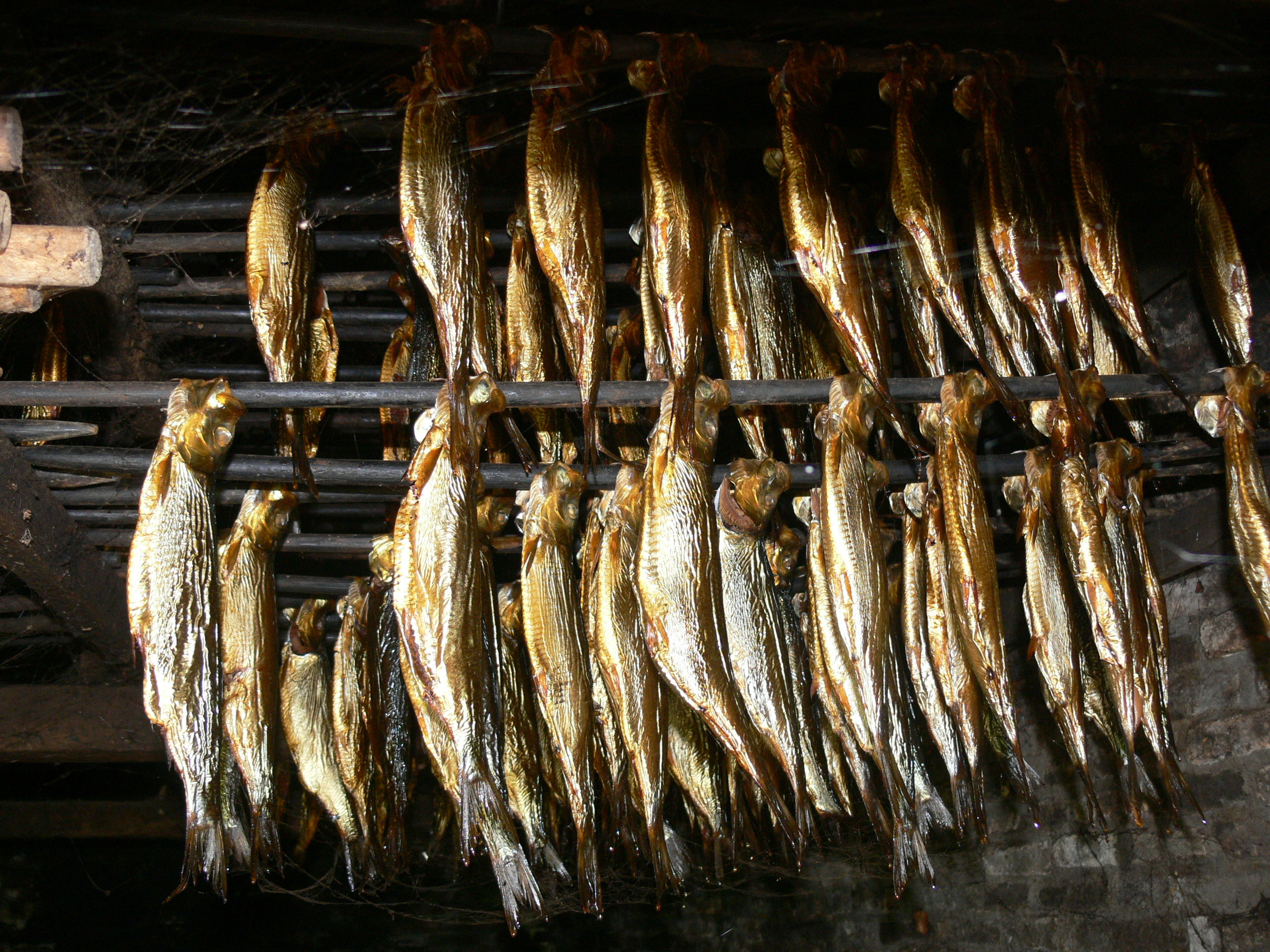
Arenques ahumados, forma típica de conservarlos.

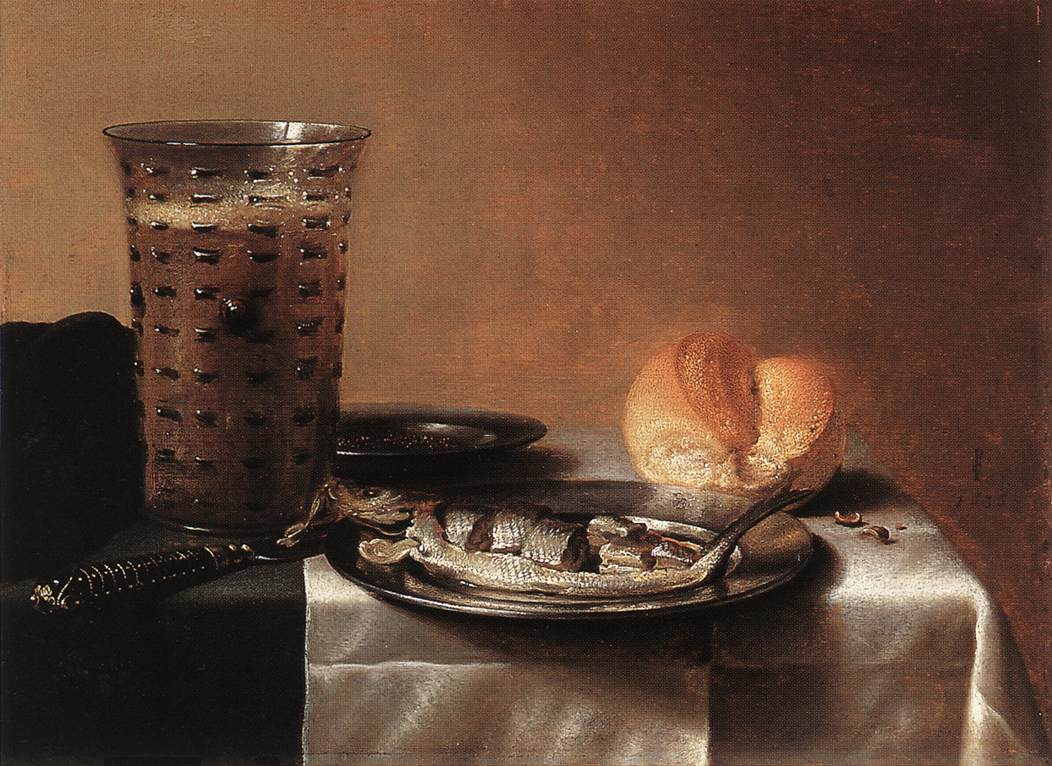
Bodegón de arenques.

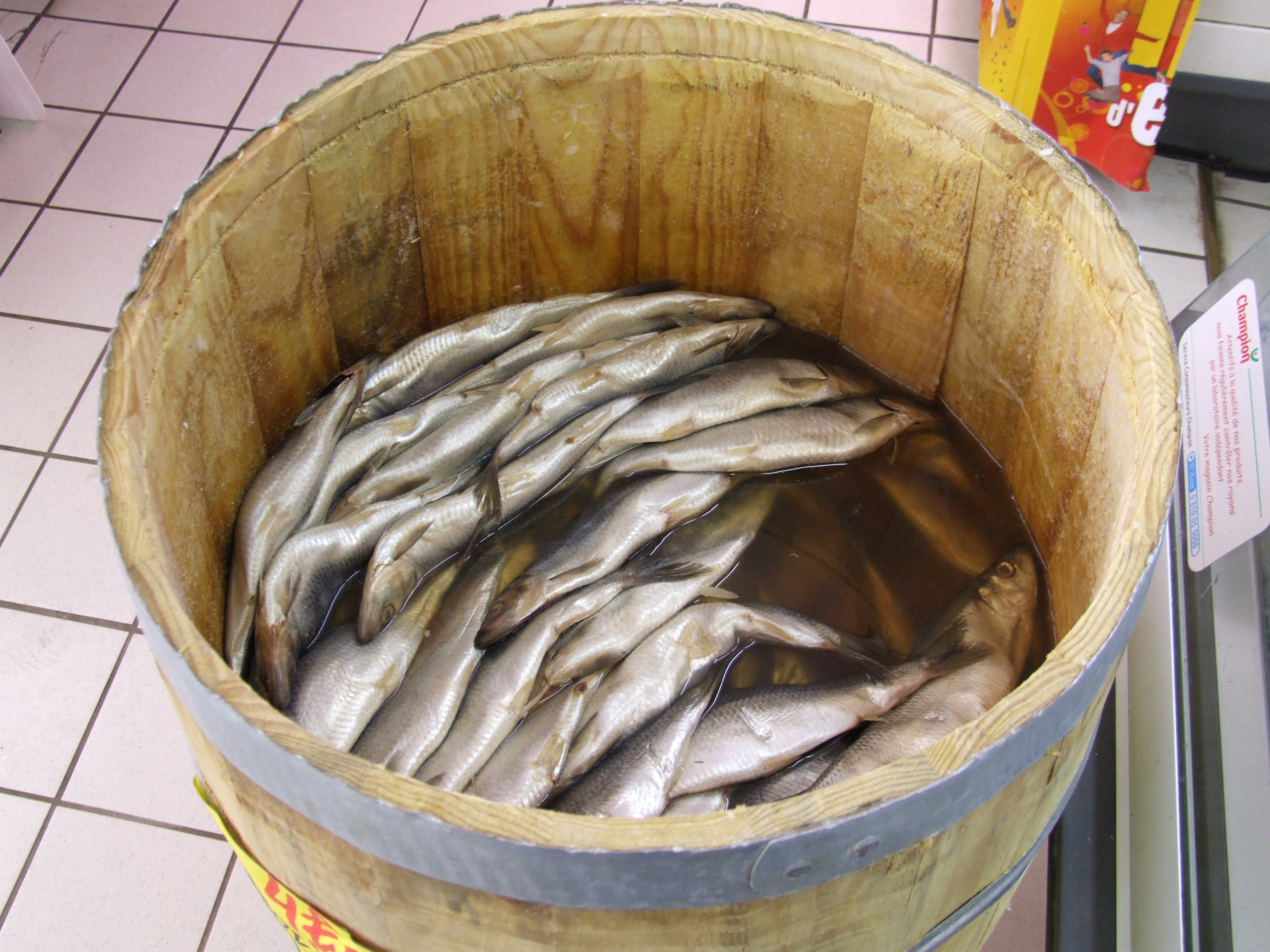
Clupea harengus

El arenque, arenque común o arenque del Atlántico (Clupea harengus) es un pez de la familia de los clupeidos, muy común en el norte del océano Atlántico.

## Morfología
Tienen el cuerpo alargado, de color plateado con fondo azulado o azul-verdoso. La talla máxima descrita fue de un ejemplar de 45 cm.
Tanto la aleta dorsal como la aleta anal carecen de espinas; escudos sin quilla prominente, opérculo sin huesos radiantes estriados, con el borde de la abertura de las agallas muy redondeado, no presentan manchas oscuras distintivas ni en el cuerpo ni en las aletas.

## Hábitat y biología

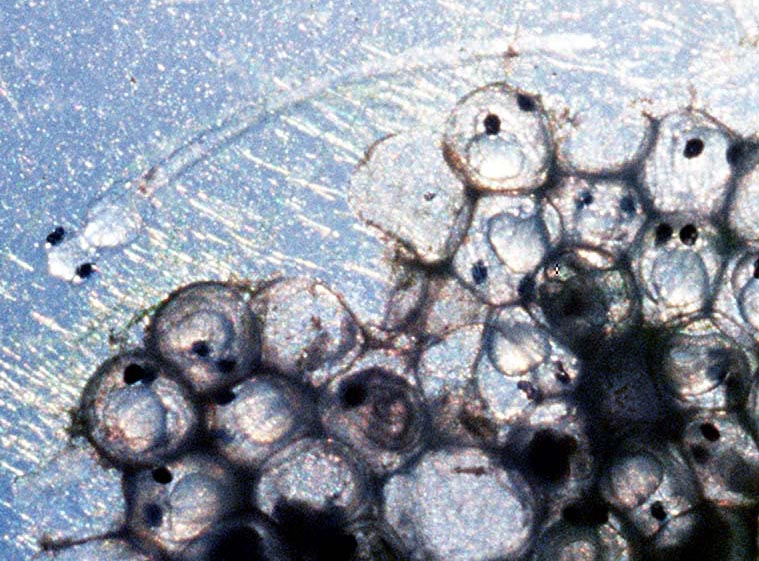
Huevos de Clupea harengus

Habita ambientes bentopelágicos, oceanódromo, pudiendo encontrarse en aguas templadas a frías en un rango de profundidad entre 0 y unos 360 m.
Forma grandes cardúmenes en aguas costeras importantes como mecanismo anti-depredador, con complejas migraciones tanto en busca de alimento como para el desove, con calendarios que dependen de cada una de las razas que existen. Se alimenta de pequeños copépodos planctónicos en su primer año de vida, para después llevar una dieta fundamentalmente de copépodos; es filtrador-capturador facultativo de zooplancton, es decir, puede cambiar a voluntad de alimentarse filtrando a alimentarse capturando, en función del tamaño de las partículas que encuentra. Pasan el día en aguas profundas, pero suben a la superficie de noche; encuentran su comida usando el sentido de la vista.
La alimentación y el crecimiento son muy lentos durante el invierno, siendo sexualmente activos a una edad entre los 3 y los 9 años. Cada población se reproduce al menos una vez cada año, depositando los huevos sobre el sustrato del fondo.
Es muy frecuente encontrar larvas de cestodos y trematodos como parásitos en sus intestinos.

## Pesca y gastronomía
La talla mínima permitida por la legislación en España para su pesca es de 20 cm, estando esta pesca sometida al sistema de cuotas para evitar su sobreexplotación. Aunque de precio bajo en el mercado tiene una gran importancia comercial por su abundancia y fácil captura, se emplea fundamentalmente para consumo humano, tanto ahumado como fresco; también es buscado en pesca deportiva.

## Sistemática del arenque
Dentro de la especie Clupea harengus se reconocen tres subespecies consideradas hoy como especies distintas
- Clupea harengus harengus (Linnaeus, 1758) - Arenque del Atlántico.
- Clupea harengus membras (Linnaeus, 1761) - Arenque del Báltico.
- Clupea harengus suworowi (Rabinerson, 1927)